# Oonopoides cavernicola
Oonopoides cavernicola là một loài nhện trong họ Oonopidae.
Loài này thuộc chi Oonopoides. Oonopoides cavernicola được miêu tả năm 1983 bởi Dumitrescu & Georgescu.